# Milesia overlaeti
Milesia overlaeti är en tvåvingeart som först beskrevs av Doesburg 1955.  Milesia overlaeti ingår i släktet Milesia och familjen blomflugor.
Artens utbredningsområde är Kongo. Inga underarter finns listade i Catalogue of Life.